# Mosolygó Adorján Lambert
Mosolygó Adorján Lambert (Kokad, 1871. július 24. – Budapest, 1914. február 18.) jászóvári premontrei kanonok és főgimnáziumi tanár.

## Életútja
Mosolygó Dániel görög katolikus lelkész és Popovics Julianna fia. Középiskolai tanulmányait a nagybányai állami főgimnáziumban végezte, majd 1891. szeptember 3-án a premontrei rendbe lépett. A teológiát a jászóvári papnevelő intézetben végezte el, mely után 1895. szeptember 11-én áldozópappá szentelték. Bölcseleti tanulmányait 1899. szeptember 1-ig a budapesti egyetemen hallgatta és ezen évtől a természetrajz és földrajz tanára volt a rozsnyói katolikus főgimnáziumban.
Az intézet Értesítőiben a tanuló ifjúság tanulmányi kirándulásait ismertette.

## Műve
- Gömör és Kis-Hont vármegye földrajza. Elemi iskolák III. osztálya számára. Rozsnyó, 1902.